# Masdevallia revoluta
Masdevallia revoluta är en orkidéart som beskrevs av Willibald Königer och José Portilla. Masdevallia revoluta ingår i släktet Masdevallia och familjen orkidéer. Inga underarter finns listade i Catalogue of Life.